# Davide Bais
Davide Bais (* 2. dubna 1998) je italský profesionální silniční cyklista jezdící za UCI ProTeam Polti–Kometa. Jeho starší bratr Mattia je též profesionálním cyklistou.

## Hlavní výsledky
2015
6. místo Gran Premio San Michele
2016
6. místo Coppa Borgo Panica
2018
Gemenc Grand Prix
8. místo celkově
9. místo Trofeo Città di San Vendemiano
2019
6. místo Trofeo Città di San Vendemiano
Turul României
9. místo celkově
9. místo Trofeo Edil C
10. místo Piccolo Giro di Lombardia
10. místo Giro del Belvedere
2020
Národní šampionát
5. místo silniční závod do 23 let
2021
Tour du Limousin
 vítěz vrchařské soutěže
2022
8. místo Coppa Bernocchi
8. místo Giro del Veneto
2023
Giro d'Italia
vítěz 7. etapy
lídr  po etapách 7 – 12 a 14 – 15

### Výsledky na Grand Tours
| Grand Tour      | 2022 | 2023 | 2024 |
| --------------- | ---- | ---- | ---- |
| Giro d'Italia   | 125  | 81   | 76   |
| Tour de France  | —    | —    |      |
| Vuelta a España | —    | —    |      |

| —   | Nezúčastnil se |
| DNF | Nedokončil     |